# 사이조 히데키
사이조 히데키(西城 秀樹, 1955년 4월 13일 ~ 2018년 5월 16일)는 일본의 가수 겸 배우였으며, 본명은 키모토 타츠오(木本 龍雄)다. 주요 히트곡은 '傷だらけのローラ(키즈다라케노 로라→상처 투성이의 로라)'(1974년), 'YOUNG MAN'(1979년), 'ギャランドゥ(갸란두)'(1983년) 등이 있다.

## 생애
1955년 4월 13일에 히로시마시에서 출생하였다. 1972년에 恋する季節(코이스루키세츠→사랑하는 계절)를 부르며 데뷔하였으며, 7~80년대를 풍미했던 전설의 아이돌 스타 중 하나였다. 고 히로미와 노구치 고로와는 동년배였으며, 이들과 함께 신고산케(新御三家)라 불렸다고 한다.
1973년에 일본의 식품 회사인 하우스식품의 바몬드카레 광고에 출연하여 “秀樹感激!(히데키 칸케키!→히데키 감격!)”이라는 캐치프레이즈를 내세우고, 1985년까지 해당 식품의 전문홍보역으로도 맡아 수많은 캐치프레이즈를 유행시켜 화제가 되기도 했다.
1979년에는 빌리지 피플의 인기곡인 Y.M.C.A.를 일본어로 번안한 'YOUNG MAN'을 불러 인기를 얻었다.
1990년대 후반에는 일본 후지 TV의 요리대결 프로그램인 요리의 철인에서 심사위원으로 출연했고, 1999년에는 ∀건담의 주제가를 불렀다.
2001년에 미키 마키하라랑 결혼하여 2남 1녀를 뒀다.
2003년 6월에 한국에서 디너쇼를 벌이다가 갑작스레 뇌경색에 걸려 재활 치료를 받기도 했다.
2007년에는 꼬박 마루코는 아홉살 20화를 통해 마루코가 사는 동네 인근 상점가의 생선가게 장수역으로 특별 출연했다.
2009년 3월 30일부터 9월 26일까지 NHK의 야채를 소재로 한 취미 프로그램인 취미의 원예 야채의 시간에서 고정 출연하였고, 이 프로그램의 주제가인 'VEGETABLE WONDERFUL'를 불렀다.
2011년에는 뇌경색이 재발하는 위기를 겪어 오른쪽 몸 부분이 마비되기도 했으나, 이후 치료를 마치고 그는 용기를 내어 팬들을 기쁘게 하기 위해 공연을 계속했다.
2015년 4월 13일에 기념앨범인 心響 -KODOU-를 발매하였다.
2018년 5월 16일 밤 11시 53분에 요코하마시의 한 병원에서 급성심부전에 걸려 향년 63세로 사망하였다.

## 여담
1974년부터 1984년까지, 1994년, 1995년, 1997년부터 2001년까지 각각 NHK 홍백가합전에 참여하기도 했다.